# Črnikovac
Črnikovac je nenaseljeni otočić u hrvatskom dijelu Jadranskog mora.
Njegova površina iznosi 0,038 km². Dužina obalne crte iznosi 0,79 km.